# Move On Baby
A Move On Baby című dal az olasz Cappella együttes 4. kimásolt kislemeze,
mely 1994. február 10-én jelent meg a U Got 2 Know című albumról.
A dal szintén sikeres volt több európai országban, és 1. helyezett volt Finnországban, Hollandiában és Svájcban is. A dal 7. volt az angol kislemezlistán, és a Hot Dance Club Play listán az Egyesült Államokban is. Németországban az eladások alapján arany státuszt kapott a 250.000 példányszámban elkelt kislemezek miatt.

## Megjelenések
12"  Olaszország Media Records – MR 616/BLACK
- A1 Move On Baby (Overture & R.A.F. Zone Mix) - 11:25
- A2 Move On Baby (Extended Mix) - 5:45
- B1 Move On Baby (House Mix) - 5:30
- B2 Move On Baby (K.M. 1972 Mix) - 5:58
- B3 Move On Baby (Tribalism Mix) - 6:30

7"  Németország ZYX Music – ZYX 7198-7
- A Move On Baby (Definitive Edit) - 3:39
- B Move On Baby (Plus Staples Mix) - 3:30

## Slágerlista
| Slágerlista(1994)                                 | Legjobb helyezés |
| ------------------------------------------------- | ---------------- |
| Australia (ARIA)                                  | 58               |
| Austria (Ö3 Austria Top 40)                       | 3                |
| Belgium (VRT Top 30 Flanders)                     | 3                |
| Canada Dance (RPM)                                | 24               |
| Europe (Eurochart Hot 100)                        | 1                |
| Finland (Suomen virallinen lista)                 | 1                |
| France (SNEP)                                     | 30               |
| Germany (Media Control Charts)                    | 4                |
| Ireland (IRMA)                                    | 9                |
| Italy (FIMI)                                      | 3                |
| Netherlands (Dutch Top 40)                        | 1                |
| Norway (VG-lista)                                 | 8                |
| Spain (AFYVE)                                     | 7                |
| Sweden (Sverigetopplistan)                        | 9                |
| Switzerland (Schweizer Hitparade)                 | 1                |
| United Kingdom (The Official Charts Company)      | 7                |
| U.S. Billboard Hot Dance Club Play                | 7                |
| U.S. Billboard Hot Dance Music/Maxi-Singles Sales | 31               |

### Év végi összesítés
| Slágerlista (1994)  | Helyezés |
| ------------------- | -------- |
| Dutch Top 40        | 18       |
| Swiss Singles Chart | 11       |